# Joelle Carter
Joelle Marie Carter (Thomasville, Georgia, 10 de octubre de 1972) es una actriz estadounidense, reconocida por su papel como Ava Crowder en la serie de televisión de FX Justified.
Ha aparecido en varias películas, siendo una de sus actuaciones más destacadas la escena inicial de la película de comedia American Pie 2. También ha actuado en otras cintas como High Fidelity, Inconceivable y Cold Storage. Entre 2010 y 2015 interpretó a Ava Crowder en la serie Justified del canal FX. También apareció en la película de terror de Kevin Greutert Jessabelle.

## Filmografía

### Cine
| Año  | Título                | Rol            | Notas |
| ---- | --------------------- | -------------- | ----- |
| 1998 | The Horse Whisperer   | Oficial        |       |
| 1998 | Just One Time         | Amy            | Corto |
| 1999 | Suits                 | Heidi Wilson   |       |
| 1999 | Just One Time         | Amy            |       |
| 2000 | It Had to Be You      | Claire Parker  |       |
| 2000 | Swimming              | Josee          |       |
| 2000 | High Fidelity         | Penny Hardwick |       |
| 2000 | Famous                | Brenda         |       |
| 2001 | American Pie 2        | Natalie        |       |
| 2002 | Crazy Little Thing    | Kate           |       |
| 2004 | When Will I Be Loved  | Sam            |       |
| 2005 | Nick and Stacey       | Stacey         | Corto |
| 2006 | Room 314              | Stacey         |       |
| 2008 | Jumping In            | Laura          | Corto |
| 2008 | Remarkable Power      | Reporter       |       |
| 2008 | A Girl and a Gun      | Girl           | Corto |
| 2009 | Cold Storage          | Cathy          |       |
| 2010 | To Be Friends         | Her            |       |
| 2010 | Eyes to See           | Grace          | Corto |
| 2012 | Lost Angeles          | Jamie          |       |
| 2013 | It's Not You, It's Me | Carrie         |       |
| 2013 | Red Wing              | Vera Sexton    |       |
| 2013 | A Perfect Man         | Lynn           |       |
| 2014 | Jessabelle            | Kate           |       |
| 2014 | The Living            | Angela         |       |